# Химелштат
Химелштат (њем. Himmelstadt) општина је у њемачкој савезној држави Баварска. Једно је од 40 општинских средишта округа Мајна-Шпесарт. Према процјени из 2010. у општини је живјело 1.736 становника. Посједује регионалну шифру (AGS) 9677142.

## Географски и демографски подаци
Химелштат се налази у савезној држави Баварска у округу Мајна-Шпесарт. Општина се налази на надморској висини од 165 метара. Површина општине износи 13,4 km². У самом мјесту је, према процјени из 2010. године, живјело 1.736 становника. Просјечна густина становништва износи 129 становника/km².